# Bukha
Bukha est un wilaya et une ville du gouvernorat de Moussandam à Oman. Les autres wilayas ou communes de la région sont Khasab, Al Daba Bayah et Madha. La ville de Khasab est le centre régional du gouvernorat.

## Population
Bukha est un village de pêcheurs qui compte quelque 1 500 habitants.